# Bertha Benz

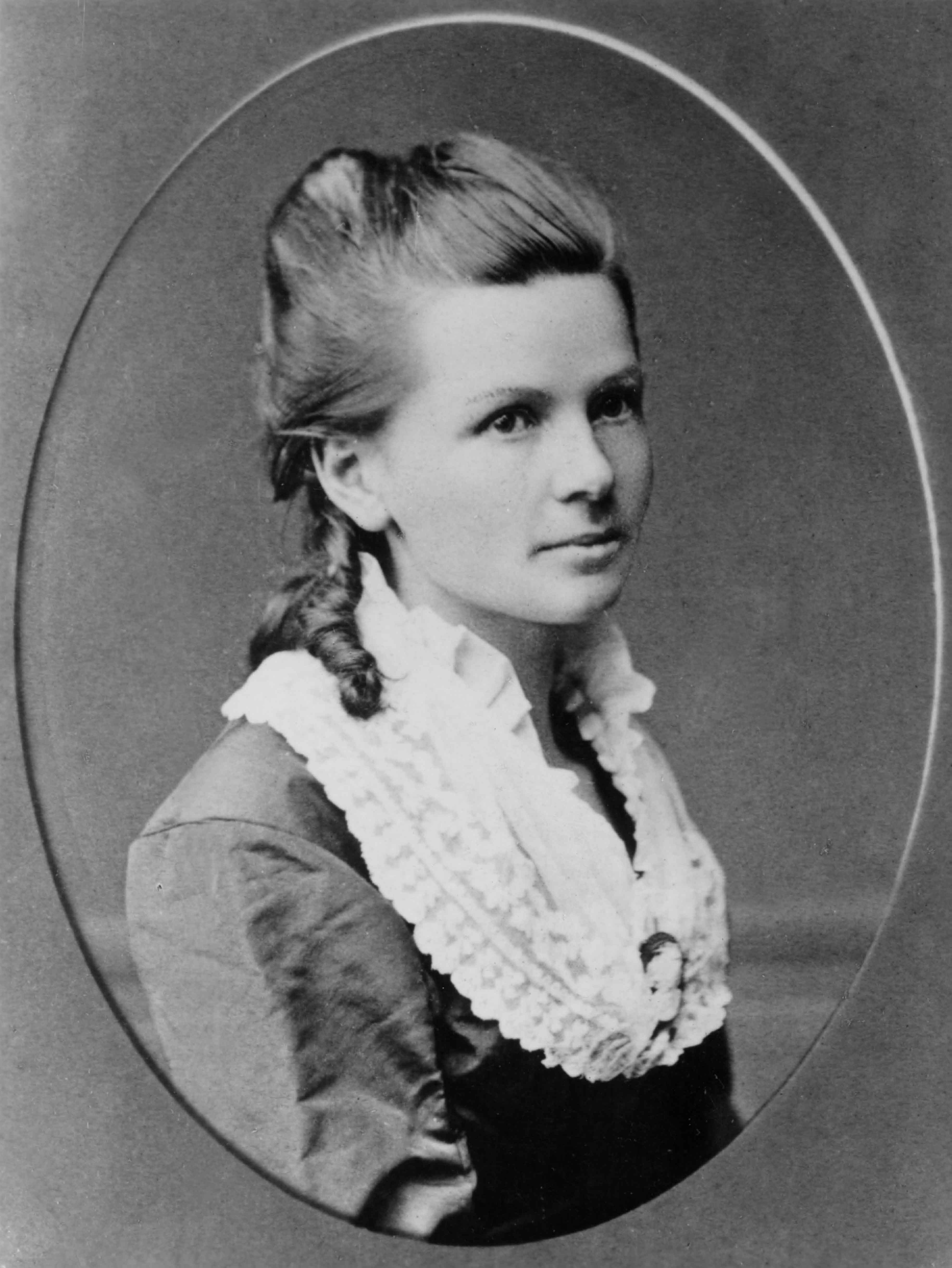
Bertha Benz, c. 1871

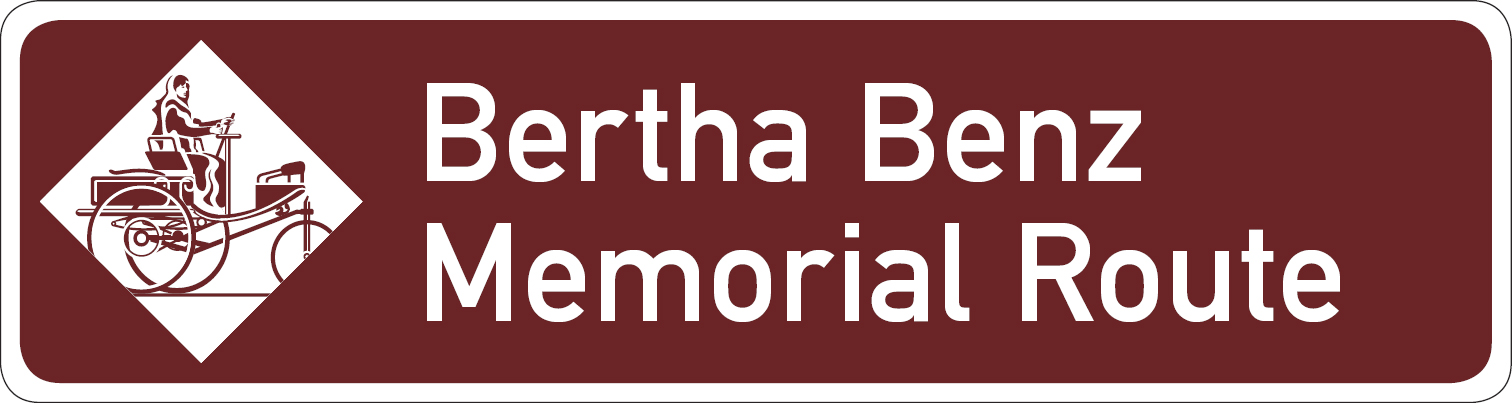
Bertha Benz Memorial Route

Bertha Benz, geboren als Bertha Ringer (Pforzheim, 3 mei 1849 – Ladenburg, 5 mei 1944) was getrouwd met Carl Benz, de uitvinder van de eerste auto met een benzinemotor.

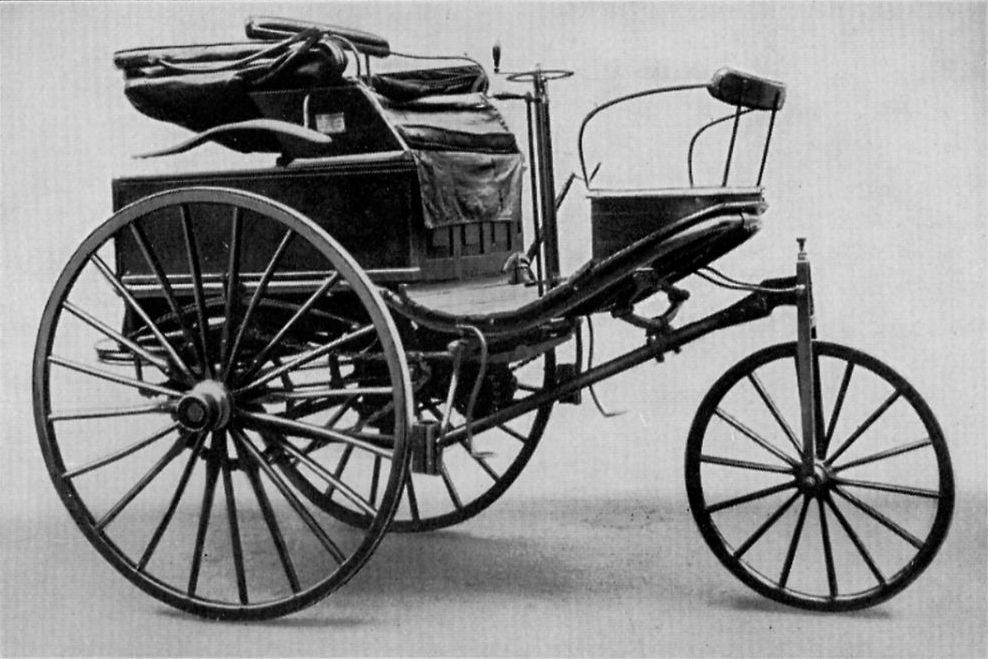
De Benz Patent-Motorwagen Nr. 3 van 1888

Ze heeft faam verworven als de eerste automobilist ter wereld. Op 5 augustus 1888 maakte zij, buiten medeweten van haar man en in gezelschap van haar twee zonen, de 15-jarige Richard en de 14-jarige Eugen, in de experimentele auto van haar man een rit over een lange afstand, van Mannheim naar Pforzheim, een traject van 106 km. Halverwege, in Wiesloch, moest ze benzine (ligroïne) bijvullen, die kocht ze in een apotheek, die nu bekendstaat als het eerste tankstation in de geschiedenis. Het voertuig haalde de maximale snelheid van 15 km per uur.
De officiële reden die Bertha Benz opgaf voor deze lange autorit, was dat zij in Pforzheim haar moeder wilde bezoeken. Maar ze had nog een andere reden. Ze vond dat haar man zich te veel op de technische kant van de zaak richtte en te weinig deed om commerciële belangstelling voor zijn uitvinding te wekken. Met haar tocht, die veel opzien baarde, slaagde zij hier goed in.
De rit moest diverse malen worden onderbroken wegens mankementen, die met assistentie van dorpssmeden e.d. werden verholpen. Deze mankementen, waarvan Bertha Benz uitvoerig verslag deed aan haar man, vormden voor hem de stimulans om verbeteringen aan te brengen in zijn uitvinding. Zo was het op haar verzoek dat hij later een extra versnelling aanbracht om het rijden op stijgende trajecten te vergemakkelijken.
Er is in Baden-Württemberg een toeristische Bertha Benz Memorial Route die de historische route van Bertha Benz volgt.